# Vittaryds församling
Vittaryds församling var en församling i Berga pastorat i Allbo-Sunnerbo kontrakt i Växjö stift och i Ljungby kommun i Kronobergs län. 1 januari 2025 uppgick församlingen i Dörarp-Vittaryds församling.
Församlingen var den kyrkliga fortsättningen på Vittaryds socken sedan kommunreformen 1862.
Församlingskyrka var Vittaryds kyrka.

## Administrativ historik
Församlingen har medeltida ursprung. 
Församlingen var till 1 maj 1919 moderförsamling i pastoratet Vittaryd, Berga och Dörarp (från 1580-talet till 1630-talet också Hallsjö) för att därefter bli annexförsamling i samma pastorat. Från 1974 är församlingen moderförsamling i pastoratet Berga, Vittaryd, Dörarp, Bolmsö och Tannåker. 1 januari 2025 uppgick församlingen i Dörarp-Vittaryds församling.